# ファインプレー
ファインプレーは、1994年に、マルホンが開発、発売した野球をモチーフとした羽根モノパチンコ機。
その後継シリーズとして、2002年に『スーパーファインプレー』、2007年には『スーパービジョンファインプレー』と『CRビッグファインプレー』が発売された。2014年11月には『CRAファインプレーSP』として久々に新作が登場した。

## ファインプレー

### スペック
- ファインプレー
  - 賞球数：5&10

### 概要
- 大役物に、平和の『ビッグシューター』などで採用された「貯蓄」、SANKYOの『マジックカーペット』などで採用された「動くVゾーン」、西陣の『スーパーブラザーズ』などで採用された「磁石を用いた動き」などを取り入れた、いわば羽根モノの集大成のようなゲーム性となっている。
- 貯蓄機能が働くラウンド抽選（1R・7R・15R）があるが、自力継続が可能なことも魅力の一つである。
- 多くのファンに受け入れられ、本機はマルホンの代表機種の一つとして後継シリーズも発売された。2006年のみなし機撤去まで設置していたホールもあり、ホール、ファンともに長い間支持を受けた。また、同時に人気機種であるがゆえに「新台に入れ替えてもらえない」、「メンテナンスの問題」などといったメーカーサイドのジレンマもあったとされている。
- いわゆる「ドツキ（オイサ）問題」など、打ち手のマナーを問われる機種ともいえる。
- 2009年10月8日のアメトーークで、椿鬼奴がパチンコについて語っている時に思い出のパチンコ台として登場した。

### ゲームフロー
- 下部に「1」（左右）ないし「2」（中央）と書かれた入賞口があり、それぞれに入る毎に電子音を鳴らしながら約1秒間1回ないし2回羽根が開放される。
- その入賞玉が羽根を通じて大役物に入ると、「ホームラン」（中央）または「ヒット」（左右）と書かれた回転体に玉が流れる。
- 回転体の磁石部に玉が乗るとVゾーン入賞のチャンス。「ホームラン」に乗れば、ほぼVゾーンに入賞する（ごく稀にだが、役物に嫌われてVゾーンに入らないことも）。「ヒット」に乗った場合でも、左右に動く役物のクセがVゾーン入賞を左右することもあり、釘調整以外でも台選択の判断材料が多い機種の一つといえる（このほか、両端にも磁石部があるが、ここに乗ればVゾーンに入賞することはなくなる）。
- 回転体の磁石部に玉が乗らなかった場合、大役物の底面にあるシャッターが開放されて下部に落とされ、この時点でVゾーン入賞の可能性がなくなる。この底面のシャッターは微妙に傾斜がつけられており、中央の「ホームラン」部分が一番高くなっている。
- 磁石部に乗った玉は回転体によって上部に運ばれ、運良くVゾーンに入賞すれば大当たりとなる。入賞直後に大役物上部にあるLEDで抽選が開始される。1R⇒7R⇒15Rとステップアップ、止まったところが確定ラウンドとなる。
  - ラウンドは、10個入賞または羽根18回開放で終了。ラウンド中何個入ったかはLED下部にある7セグに表示される。
  - 1Rの場合は基本的に1Rで終わりだが、継続のチャンスがある。5個目までは底面シャッターが開放されており、下部に落ちていくため余程でないと回転体の磁石部に玉が乗らない。6個目以降でシャッターが閉じられ、10個目までにVゾーンに入賞させることが出来れば継続となる。以後のラウンドは、同じく実質6個目以降が勝負となる。
  - 7Rの場合は1～6Rで貯蓄機能が働き、7Rで継続できるか否かとなる。7Rでは上記1Rと同じ。以後のラウンドは、7Rと同じく実質6個目以降が勝負となる。
  - 15Rの場合は1～14Rで貯蓄機能が働く。
  - 10個入賞または羽根18回開放直後、回転体上部にあるシャッターが開放され、Vゾーンに玉が流れるようになる。この回転体は玉5個分の横幅であり、通常回転体上部に5個玉が乗っていればいずれかの玉がVゾーンに入るようになっている。ただ運が悪いといずれの玉もVゾーンに入賞せずパンクすることもあり、せっかく15R大当りを引いても1Rで終了する…ということも稀にある。
- 稀に玉がVゾーンで引っかかるなどして、Vゾーンに遅れて入賞することもある。ただ羽根開放⇒電子音と盤面の点滅がなくなると、以後Vゾーンに入っても無効となる。

## スーパーファインプレー
2002年登場の後継機種。ゲームフローは前作と同一。

### スペック
- スーパーファインプレーMVP（現金機）
- CRスーパーファインプレー（CR機）
  - 賞球数：5&10

### 概要
- 音源がFM音源となった。
- Vゾーン入賞口（凹の形）は、前作では左右にそのまま横移動していたが、本作では左右にスイングする形となった。
- ラウンド中の入賞個数は7セグではなく、LEDを使用した野球のボールカウント表示の部分がその代わりとなっている（上からストライク、ボール、アウトで順に点灯、ちょうど10個になる）。
- 前作ではラウンド中保留玉がVゾーンに入賞せずパンクするという不運に見舞われることもあったため不満も多かったが、本作では上部中央にVゾーンに通じる玉1個分の「レール」が敷かれたため、パンクすることはほぼなくなった。

## スーパービジョンファインプレー
2007年登場の後継機種。

### スペック
- スーパービジョンファインプレー（現金機）
- CRAスーパービジョンファインプレー（CR機）
  - 賞球数：3&7&10
  - 直撃大当たり確率：1/397
  - ラウンド振り分け：2R・8R・15R（直撃大当たり時は16R）
  - 全ての大当たり後に時短10回
- CRAスーパービジョンファインプレーV
  - 賞球数：5&7&10 （これ以外はスーパービジョンファインプレーと同じ）
- CRAスーパービジョンファインプレーSP
  - 大当たり後1/4の確率で時短100回（これ以外はスーパービジョンファインプレーと同じ）

### 概要
- 2004年新内規に準じた仕様で、デジパチ同様の直撃大当りと、羽根開放チャッカーの保留が付いた。
- 中央部に液晶画面が搭載された。直撃大当たりのリーチ時に利用。
- ゲームフローは前作をほぼ受け継いでいるが、羽根開放は1回短開放・1回長開放・2回の中から抽選する。
- 大当たり中のパンクがなくなったが、自力継続もなくなった。

## CRビッグファインプレー
2007年登場の後継機種。

### スペック
- CRビッグファインプレー
  - 賞球数：3&4&10&13
  - 直撃大当たり確率：1/397
  - V撃チャンス確率：1/17.3（開放：1.2秒）
  - ラウンド：実質14R（直撃大当たり時は15R）
  - 全ての大当たり後に時短50回

### 概要
- 今までのシリーズとはゲームフローが一部異なっている。
- スーパービジョンファインプレー同様、中央部に液晶画面が搭載されており、主に演出に利用。
- まずチャッカーに入賞すると抽選が行なわれ、液晶画面が変動する。
- 1/17.3の抽選に当選すると、液晶画面には色が異なる形で数字が揃い、1.2秒羽根開放のV撃チャンスとなる。
- V撃チャンスの開放で羽根に拾われた玉は役物内に進み、今までのシリーズのようにVゾーンに入賞すれば15ラウンド（実質14ラウンド）の大当たりとなる。今までのシリーズとは異なり、ラウンド振り分けはない。
- 1/397の抽選に当選すると、液晶画面には同じ色で数字が揃い、15ラウンドの直撃大当たりとなる。

## CRAファインプレーSP
2014年11月設置開始。

### 概要
- 「クラシックモード」と「メジャーモード」を搭載。「クラシックモード」を選択すると、初代「ファインプレー」のサウンドで遊技を楽しめる。
- ラウンド数は、継続期待度「低」「中」「高」の3種類で、最大ラウンド数は16R（実質15R）。「期待度・高」の場合はほぼ16Rを完走できる。
- 役物は歴代シリーズと同じく磁石付きドラム回転体を採用。羽根に拾われた玉がホームラン部分に付けばほぼ100%、ヒット部分なら約30%の確率でVゾーンに玉が入賞する。
- Vゾーン入賞を上から狙う「直撃コース」が新たに追加。
- ホームベースランプが赤く光ると最大2個保留が可能。

## ゲーム機
- 『必殺パチンコステーション7』（サンソフト、1999年11月25日、プレイステーション用ゲームソフト）
- 『必殺パチンコWin バトルヒーローV・ファインプレー』（メディアカイト、2000年12月1日、WindowsPC用ゲームソフト）
- 『必殺パチンコステーションSP3』（サンソフト、2001年12月20日、プレイステーション用ゲームソフト）
- オンラインゲームサイト『777town.net』にてプレイが可能である。